# Jon Brown
Jonathan Michael Brown, detto Jon (Bridgend, 27 febbraio 1971), è un ex maratoneta e mezzofondista britannico naturalizzato canadese.

## Palmarès
| Anno                                  | Manifestazione          | Sede      | Evento         | Risultato | Prestazione | Note |
| ------------------------------------- | ----------------------- | --------- | -------------- | --------- | ----------- | ---- |
| In rappresentanza della Gran Bretagna |                         |           |                |           |             |      |
| 1990                                  | Mondiali juniores       | Plovdiv   | 5000 m piani   | 13º       | 14'03"09    |      |
| 1995                                  | Europei di cross        | Alnwick   | Corsa seniores | 6º        | 26'56"      |      |
| 1995                                  | Europei di cross        | Alnwick   | A squadre      | Bronzo    | 55 p.       |      |
| 1996                                  | Giochi olimpici         | Atlanta   | 10000 m piani  | 10º       | 27'59"72    |      |
| 1996                                  | Europei di cross        | Charleroi | Corsa seniores | Oro       | 32'37"      |      |
| 1996                                  | Europei di cross        | Charleroi | A squadre      | 5º        | 76 p.       |      |
| 1998                                  | Europei                 | Budapest  | 10000 m piani  | 4º        | 28'02"33    |      |
| 1999                                  | Mondiali di cross       | Belfast   | Corsa lunga    | 8º        | 40'09"      |      |
| 1999                                  | Mondiali di cross       | Belfast   | A squadre      | 8º        | 159 p.      |      |
| 1999                                  | Europei di cross        | Velenje   | Corsa seniores | Bronzo    | 33'32"      |      |
| 1999                                  | Europei di cross        | Velenje   | A squadre      | Oro       | 35 p.       |      |
| 2000                                  | Giochi olimpici         | Sydney    | Maratona       | 4º        | 2h11'17"    |      |
| 2004                                  | Giochi olimpici         | Atene     | Maratona       | 4º        | 2h12'16"    |      |
| In rappresentanza dell' Inghilterra   |                         |           |                |           |             |      |
| 1994                                  | Giochi del Commonwealth | Victoria  | 5000 m piani   | 4º        | 13'23"96    |      |

## Altre competizioni internazionali
1994
- Argento alla Gasparilla Distance Classic Run ( Tampa), 15 km - 42'39"

1996
- Oro al Cross Internacional Valle de Llodio ( Llodio) - 31'03"
- Oro alla Gasparilla Distance Classic ( Tampa) - 42'42"

1997
- Oro al Juan Muguerza Cross-Country Race ( Elgoibar) - 32'08"

1999
- Oro alla San Silvestro Vallecana ( Madrid)

2004
- Oro alla Maratona di Londra ( Londra) - 2h13'39"
- 6º alla Great North Run ( Newcastle upon Tyne) - 1h03'30"
- Oro alla Vancouver Half Marathon ( Vancouver) - 1h03'53"

2005
- 6º alla Maratona di Londra ( Londra) - 2h09'31"
- 9º alla Maratona di New York ( New York) - 2h13'29"
- 8º alla Great North Run ( Newcastle upon Tyne) - 1h03'44"

2006
- 7º alla Maratona di Fukuoka ( Fukuoka) - 2h11'46"
- 10º alla Great North Run ( Newcastle upon Tyne) - 1h04'15"

2007
- 5º alla Great Yorkshire Run ( Sheffield) - 29'28"

2008
- 9º alla Maratona di Fukuoka ( Fukuoka) - 2h12'27"
- 11º alla Great North Run ( Newcastle upon Tyne) - 1h03'36"
- 7º alla Egmond aan Zee Half Marathon ( Egmond aan Zee) - 1h06'16"
- 10º alla Great Yorkshire Run ( Sheffield) - 30'02"

2009
- 29º alla Maratona di Fukuoka ( Fukuoka) - 2h21'41"
- Oro alla Calgary Half Marathon ( Calgary) - 1h06'21"
- 19º alla Great North Run ( Newcastle upon Tyne) - 1h05'40"